# Sonja Schüler
Sonja Schüler (auch: Sonja Schüler-Schubert; * 1950 in Meißen) ist eine deutsche Lyrikerin. Sie lebt in Potsdam.

## Leben
Sonja Schüler erwarb 1969 das Abitur und gleichzeitig den Facharbeiterabschluss einer Agrotechnikerin, studierte bis 1973 an der Karl-Marx-Universität Leipzig Kulturwissenschaft und übte von 1973 bis 1978, anfangs in Gera, später in Dresden, Tätigkeiten im kulturellen Bereich aus. Seit ihrem Umzug nach Potsdam arbeitete sie bis 1990 in einem Gartenbaubetrieb.
Mit dem Schreiben von Lyrik begann sie ambitioniert schon in früher Jugend, war Mitglied literarischer Gruppierungen und absolvierte einen Jahreslehrgang am Leipziger Literaturinstitut Johannes R. Becher. Anregungen für ihr Schaffen erhielt sie auch durch den künstlerischen Austausch mit Schriftstellerkollegen, wie Manfred Streubel, Kristian Pech oder Waldemar Spender. Immer wieder unternahm und unternimmt sie Studienreisen, in jüngster Vergangenheit wiederholt nach Tunesien.

## Werke
- Poesiealbum 50, Verlag Neues Leben Berlin, 1971
- Zwischen Donnerstag und März, Aufbau Verlag Berlin, 1975
- Schimmel werden schwarz geboren, Aufbau Verlag Berlin, 1982
- Botschaft der Bäume, Individuell Verlag Schöneiche, 2010 ISBN 978-3-935552-38-7